# Fredrik Grönwall
Fredrik Assar Albin Grönwall, född 12 februari 1864 på Rydeholm i Anderslövs socken, död 9 november 1933 i Djursholm, var en svensk ämbetsman och bankman.
Fredrik Grönwall var son till vice auditören Johan Theodor Grönwall. Han avlade mogenhetsexamen 1881 i Lund och fortsatte sedan sina studier där, blev 1884 filosofie kandidat, 1889 filosofie licentiat, 1890 filosofie doktor och avlade hovrättsexamen 1891. 1892 inträdde Grönwall i Generalpoststyrelsen och 1895 i Kommerskollegium. Han medverkade vid handelskammarorganisationens införande i Sverige liksom vid organiserandet av skandinaviska handelsmöten. 1902-1910 var han sekreterare i Stockholms handelskammare och medlem där från 1911. 1907–1910 var Grönwall sekreterare i Stockholms handels- och sjöfartsnämnd. 1910–1919 var han VD för AB Göteborgs banks stockholmskontor, och från 1912 till sin död tillhörde han bankens centralstyrelse. Han utnämndes 1919 till svensk generalkonsul och chef för den då inrättade handelsavdelningen i Utrikesdepartementet samt återvände 1921 till Göteborgs banks styrelse. Bland de internationella förhandlingar där Grönwall deltog märks de svensk-norska förhandlingarna om mellanriksdagen 1895–1897 och om konsulatväsendet 1902. Han var även ombud vid världspostkongresserna i Washington 1897 och Rom 1906 samt vid handelskammarkongresserna i Liège, Prag, London och Paris. Bland kommittéuppdrag som Grönwall innehade märks kommittén för kommersiell information (1919–1920) samt Svenska hjälpkreditkommittén, där han var ordförande 1920–1929. I Djursholm innehade Grönwall flera förtroendeuppdrag och var bland annat ledamot av kommunalfullmäktige 1911–1913 och ledamot av stadsstyrelsen 1914–1917. Förutom språkvetenskapliga arbeten utgav han ett flertal skrifter och betänkanden i ekonomiska frågor.

## Familj
Fredrik Grönwall gifte sig 1902 med Anna Holm från Norge. Han var far till diplomaten Tage Grönwall.